# Алло (сингл)
«Алло́ / Короле́ва» — 31-й сингл Аллы Пугачёвой. Был выпущен в 1988 году в СССР фирмой «Мелодия» в серии «По вашим письмам». Сингл составили песни, записанные Пугачёвой в 1987 году для советско-шведской музыкальной телепрограммы «„Лестница Якоба“ в гостях у „Утренней почты“». Заглавная композиция «Алло» стала одной из самых популярных песен Пугачёвой конца 1980-х годов. Она была включена певицей в свой сольный концертный репертуар, а также часто исполнялась в сборных концертах.
Согласно официальной дискографии Аллы Пугачёвой, по заглавной композиции этот релиз считается синглом к сплит-альбому Удо Линденберга и Аллы Пугачёвой «Песни вместо писем», хотя песня «Королева» туда не вошла.

## О сингле

### «Королева»
Песня «Королева» посвящена подруге детства Пугачёвой. Однажды они случайно встретились на улице и Пугачёва её сразу не узнала и была поражена: как первая красавица двора спустя годы изменилась не в лучшую сторону.
Ленка! Я не хотела бы, чтобы ты знала себя в этой песне (имя изменено).Алла Пугачёва
Песня недолго находилась в сольном концертном репертуаре Пугачёвой. Весной 1987 года она исполняла её на концертах в Днепропетровске, Запорожье и Амстердаме.
В 1997 году в авторской программе Владимира Познера «Мы» Алла Пугачёва назвала песню «Королева» (а также песню «Лестница») одной из самых лучших в своём репертуаре.

## Список композиций
Все тексты написаны Игорем Николаевым, вся музыка написана Аллой Пугачёвой.
| №  | Название | Длительность |
| -- | -------- | ------------ |
| 1. | «Алло»   | 4:17         |

| №  | Название   | Длительность |
| -- | ---------- | ------------ |
| 2. | «Королева» | 5:00         |

## Участники записи

### Музыканты
- Основной вокал — Алла Пугачёва
- Аккомпанемент — Инструментальный ансамбль «Рецитал», руководитель Руслан Горобец

### Технический персонал
- Звукорежиссёр — Александр Кальянов
- Редактор — Юрий Потеенко
- Художник — Л. Курьерова
- Фотограф — Сергей Борисов